# 第六攝影棚電影
第六攝影棚电影（英語：Stage 6 Films, Inc.）是2007年由索尼影視娛樂創立的美國電影公司。該公司是索尼影視娛樂的第七間電影公司。

## 歷史
在西元2007年，索尼影視娛樂創辦了第六攝影棚电影，該公司製作，收購和分發低預算電影（約1000萬美元），這些電影將提供給所有的索尼電影公司審核。一旦通過，第六攝影棚电影公司將發佈電影到不同的公司，像是塞繆爾·戈德溫影業，或是 Freestyle Releasing 公司。電影完成後，該公司將決定電影是否應該在該公司或其他電影公司發行。
索尼影視娛樂全球收購集團高級執行副總裁兼總經理Adrian Alperovich表示，第六阶电影公司將主要向輔助市場為目標。

## 發行電影

### 2000年代
| 上映日期       | 譯名標題              | 原名標題                               | 備註                                     |
| -------------- | --------------------- | -------------------------------------- | ---------------------------------------- |
| 2008年1月22日  | 不適用                | Missionary Man                         |                                          |
| 2008年2月12日  | 不適用                | Three Can Play That Game               |                                          |
| 2008年3月4日   | 不適用                | Pistol Whipped                         |                                          |
| 2008年3月4日   | 不適用                | The Shepherd: Border Patrol            |                                          |
| 2008年3月18日  | 《陰謀》              | Conspiracy                             |                                          |
| 2008年3月25日  | 不適用                | April Fool's Day                       |                                          |
| 2008年4月15日  | 不適用                | Impulse                                |                                          |
| 2008年4月18日  | 《殭屍舞孃》          | Zombie Strippers                       | 由凱旋影業發行                           |
| 2008年7月15日  | 不適用                | Insanitarium                           |                                          |
| 2008年7月18日  | 不適用                | Felon                                  |                                          |
| 2008年7月26日  | 《大蟒蛇3：禍延子孫》 | Anaconda 3: Offspring                  |                                          |
| 2008年8月5日   | 《星河戰隊3：掠奪者》 | Starship Troopers 3: Marauder          |                                          |
| 2008年8月12日  | 不適用                | The Art of War II: Betrayal            |                                          |
| 2008年10月21日 | 不適用                | Linewatch                              |                                          |
| 2008年10月24日 | 《針孔旅社2》         | Vacancy 2: The First Cut               |                                          |
| 2008年11月1日  | 不適用                | Center Stage: Turn It Up               |                                          |
| 2008年12月12日 | 《青空之行者》        | スカイ・クロラ                         | 只有美國發行                             |
| 2009年1月20日  | 不適用                | Boogeyman 3                            | 與Ghost House Pictures合作               |
| 2009年1月23日  | 不適用                | The Lodger                             |                                          |
| 2009年2月24日  | 不適用                | Red Sands                              |                                          |
| 2009年2月28日  | 《狂蟒之災4》         | Anacondas: Trail of Blood              |                                          |
| 2009年5月12日  | 《咒怨3》             | The Grudge 3                           |                                          |
| 2009年6月12日  | 《月劫餘生》          | Moon                                   | 第一部戲院上映的電影；與索尼經典電影發行 |
| 2009年6月13日  | 《秋田犬八千》        | Hachi: A Dog's Tale                    |                                          |
| 2009年7月21日  | 《鬼使神差2》         | Messengers 2: The Scarecrow            |                                          |
| 2009年10月6日  | 《黑暗鄉村》          | Dark Country                           |                                          |
| 2009年10月19日 | 《神鬼尖兵2》         | The Boondock Saints II: All Saints Day |                                          |
| 2009年11月3日  | 不適用                | Hardwired                              |                                          |

### 2010年代
- 黑蘭煞(2011)
- 全面突襲(2012)
- 2槍斃命(2013)
- 陰兒房第2章：陰魂守舍(2013)
- 突襲2：暴徒(2014)
- 陰兒房第3章：從靈開始(2015)
- 暫時停止呼吸(2016)
- 異星入境(2016)
- 星艦戰將：火星叛將(2017)
- 惡靈古堡：血仇(2017)
- 陰兒房第4章：鎖命亡靈(2018)
- 网络谜踪(2018)
- 靈異乍現(2018)
- 惡靈古堡：死亡島(2023)
- 傻钱(2023)